# Handschrift 724
Hs. 724 is een 15e-eeuwse manuscript met twee delen. Het eerste deel is een collegedictaat genaamd Quaestiones de physico auditu sive philosophia naturali. Het tweede deel zijn kopieën van Nova theoria planetarum en Tractatus de sphaera, geschreven door Johannes de Fundis en kopieën van Canones en Tabulae, geschreven door Alphonsus X Rex Castellae. Er is geen duidelijkheid over de origine van het collegedictaat. Het tweede deel is waarschijnlijk gemaakt in Bologna. De handschriften zijn volgens J. Gumbert waarschijnlijk aangeleverd door intredende monniken die deze teksten geschreven hadden in hun studietijd. Het handschrift is tussen 1460 en 1510 geschreven. De band is geschonken aan de Paulusabdij en is gedateerd op kort na 1457.
Tegenwoordig wordt Hs. 724 bewaard in de Universiteitsbibliotheek Utrecht. Het is te citeren als: Universiteitsbibliotheek Utrecht Hs. 724 (3 H 15).

## Opmaak

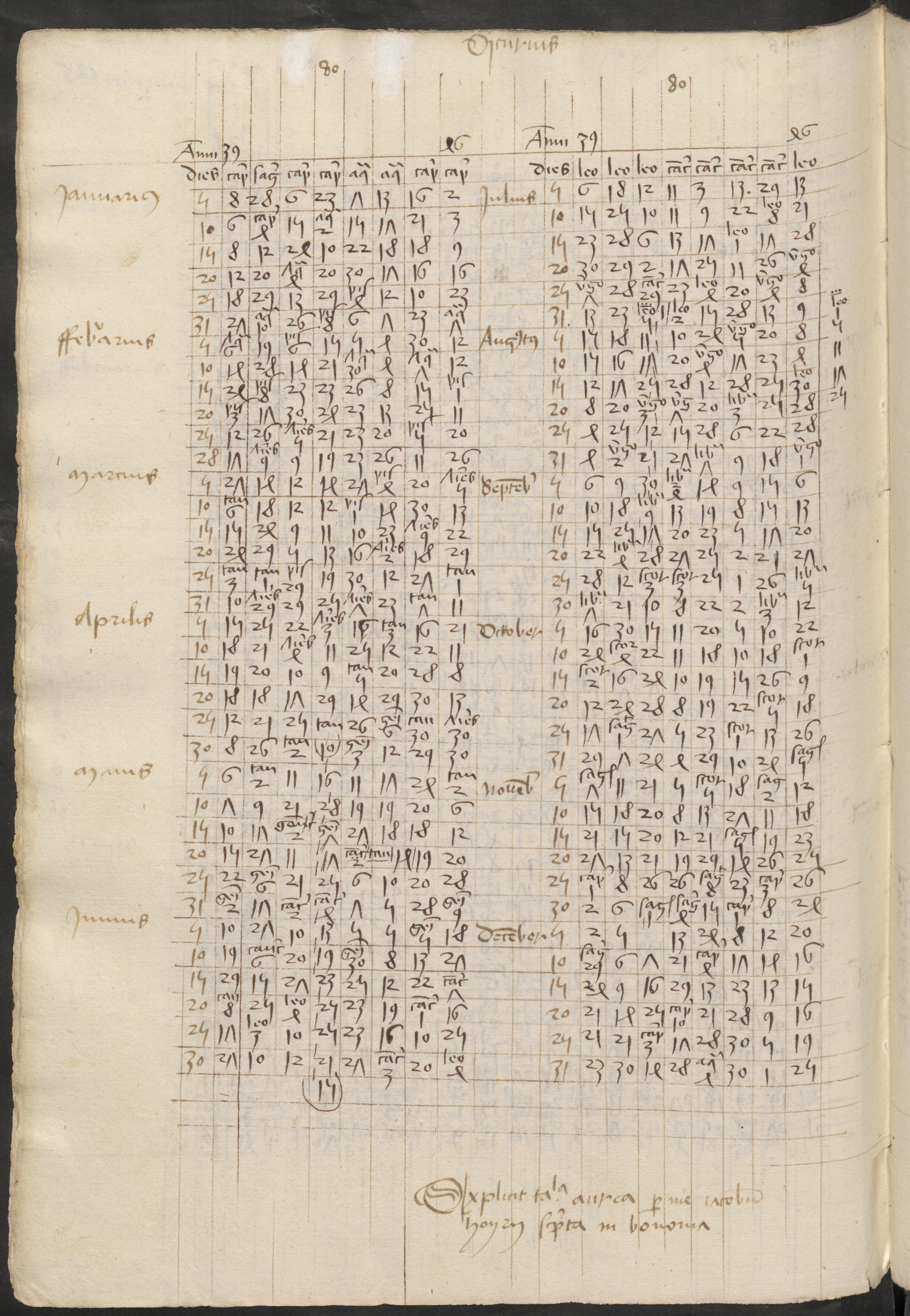
Jacob van Hoyrn of Hoyen onderaan blad 125v.

De collectie bestaat uit verschillende handschriften. 
- Quaestiones de physico auditu sive philosophia naturali (folia 1r-55v).
- Johannes de Fundis, Nova theoria planetarum (folia 56r-63r).
- Johannes de Fundis, Tractatus de sphaera (folia 63v-68v).
- Alphonsus X Rex Castellae, Canones (folia 69r-80v).
- Alphonsus X Rex Castellae, Tabulae (folia 81r-152v).

## Geschiedenis
Quaestiones de physico auditu sive philosophia naturali is een collegedictaat over Aristoteliaanse fysica. Van deze tekst is geen informatie over de schrijver en ook geen informatie over het jaar waarin het geschreven is. 
Het tweede gedeelte van het handschrift is een collectie astronomische teksten. Het is niet zeker door wie en wanneer het tweede gedeelte van het handschrift geschreven is. J. Gumbert denkt dat de teksten geschreven zijn in Bologna (fol. 56r, 63v, 79v, 103r and 150r). Volgens Tiele & Hulshof staat er ook een datering van 1506 (fol. 63v) in het handschrift. J. Gumbert denkt dat de tekst geschreven is door de fries Jacob Hoyrn (fol. 150r). Tiele & Hulshof menen een Jacobus Piek uit de tekst op te kunnen maken (fol. 63r). Er is ook nog sprake van de mogelijkheid dat het geschreven is door een Jacobus van Sneek (fol. 63r, 79v and 103r). Onderaan blad 125v  staat de naam Jacobus Hoyen of Hoyrn, met daarachter de plaats waar het geschreven is, namelijk Bologna. 
Er zijn twee eigenaren zeker van het handschrift. Het was in bezit van de Paulusabdij en het is nu in bezit van de Universiteitsbibliotheek Utrecht.

## Omschrijving

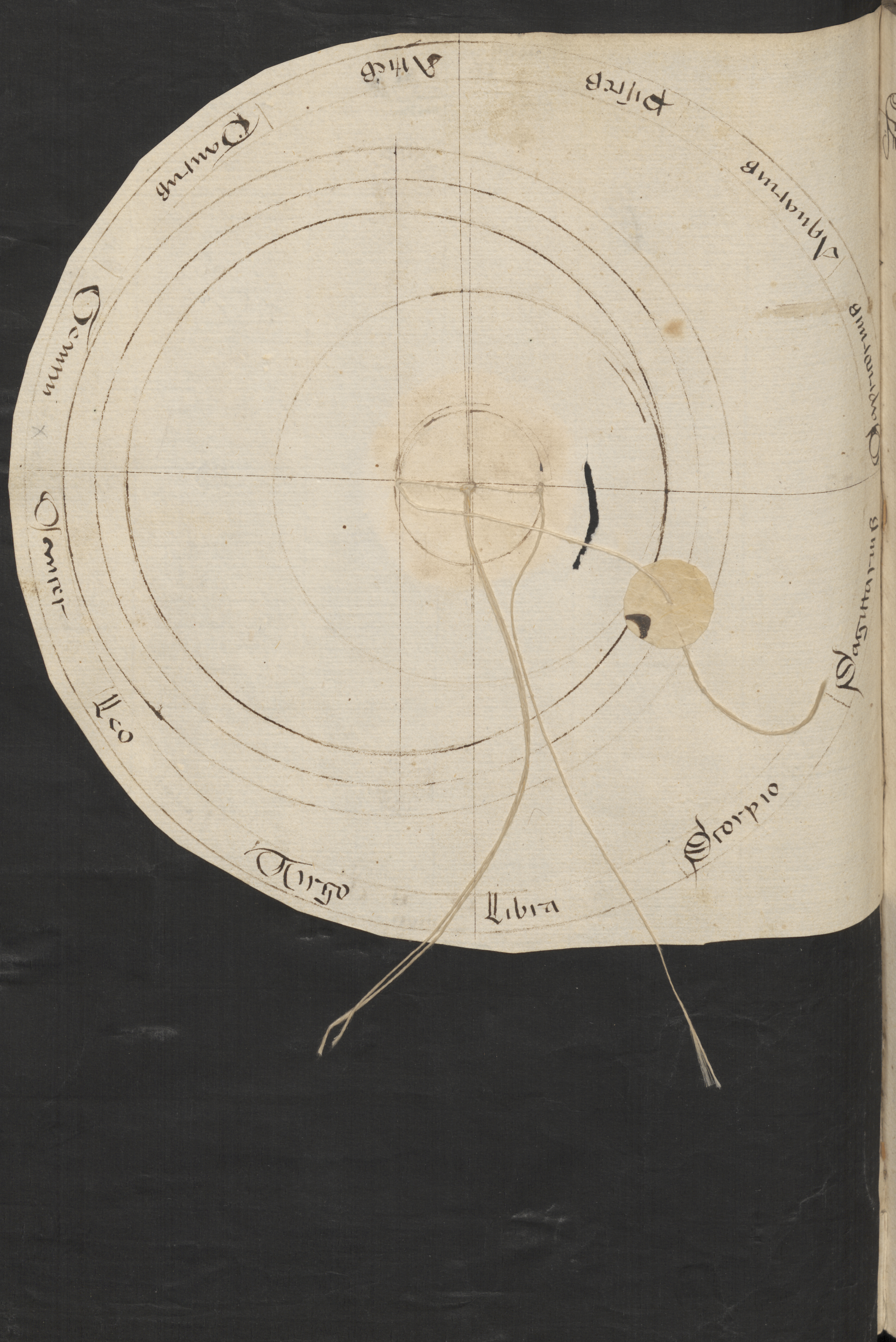
De baan van de aarde om de zon met een beweegbaar uitgeknipt cirkel als aarde.

J. Gumbert zegt dat de tekst in een vluchtig en persoonlijk handschrift geschreven is. De tekst is geschreven in de lettertypes literra hybrida en literra cursiva. Beide teksten zijn voorzien van pen illustraties, zoals bijvoorbeeld wiskundige figuren, planetaire systemen e.d. Er is geen verluchter aan het handschrift te pas gekomen.
Opvallend is een geknipt blad tussen bladen 57v en 58r, dat de baan van de aarde illustreert door middel van een uitgeknipte cirkel dat aan een touw vastzit. Deze cirkel kan door middel van het touw rond de zon gedraaid worden. Rond de baan van de aarde staan de namen van sterrenbeelden. In deze illustratie is de baan rond de zon nog circulair, ten opzichte van de ellips zoals wij hem nu kennen. De Tabulae is bijna volledig opgemaakt uit tabellen.